# یوجی‌سی (شرکت)
یوجی‌سی (انگلیسی: UGC) شرکت سرگرمی و فیلم‌سازی فرانسوی است، که در سال ۱۹۷۱ تأسیس شد.